# Pusula
Pusula anciennement Metsäkansa, ancienne municipalité du sud de la Finlande.
Pusula fait aujourd'hui partie de la ville de Lohja. 

## Histoire
Au 1er janvier 1979, la superficie de Pusula était de 268,5 km2.
Et au 31 décembre 1980 elle comptait 2 611 habitants.
En 1981, la municipalité de Pusula a été fusionnée en même temps que la municipalité de Nummi pour former la municipalité de Nummi-Pusula.